# إيكو ماتسودا
إيكو ماتسودا (باليابانية: 松田暎子) هي ممثلة يابانية، ولدت في 18 مايو 1952 بيوكوهاما في اليابان، وتوفيت في 9 مارس 2011 في اليابان.

## وصلات خارجية
- إيكو ماتسودا على موقع IMDb (الإنجليزية)
- إيكو ماتسودا على موقع روتن توميتوز (الإنجليزية)
- إيكو ماتسودا على موقع ألو سيني (الفرنسية)
- إيكو ماتسودا على موقع تيرنر كلاسيك موفيز (الإنجليزية)
- إيكو ماتسودا على موقع أول موفي (الإنجليزية)
- إيكو ماتسودا على موقع قاعدة بيانات الفيلم (الإنجليزية)
- إيكو ماتسودا على موقع كينوبويسك (الروسية)